# Мвасе
Мва́се (англ. Mwase) — традиційна громада у складі дистрикту Касунгу Центрального регіону Малаві.
Населення — 31814 осіб (2018).